# 飛行神社

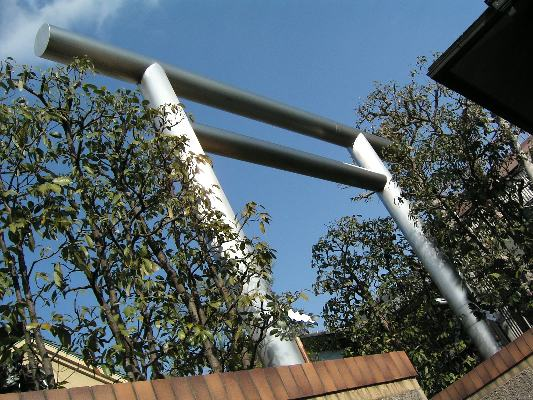
ステンレス製の鳥居

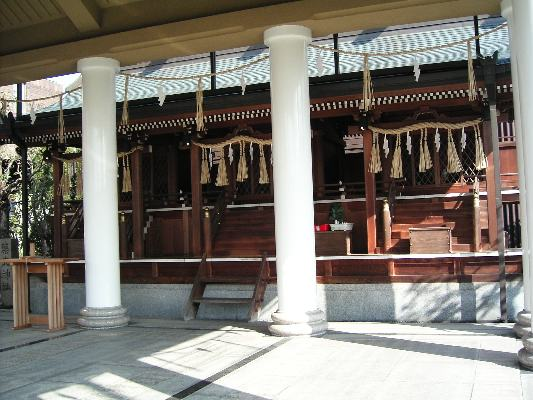
本殿は通常の神社建築。流造を三つ連結している。

飛行神社（ひこうじんじゃ）は京都府八幡市にある神社。飛行機の神饒速日命と航空事故の犠牲者などを祀る。ギリシャ風の拝殿を持っている。日本で最初に飛行原理を研究した二宮忠八が創建した。

## 概要・歴史
二宮忠八は1891年（明治24年）に日本で初めて動力つき模型飛行実験に成功したものの、人を乗せることができる飛行機をライト兄弟が実現したことを知り、飛行機開発から離れる。しかし、飛行機発明以来、航空事故が多発するようになったことに心を痛めた忠八は、事故犠牲者の慰霊が飛行機開発に携わった者としての責任だと感じ、私財を投じて犠牲者の霊を祀る神社を1915年（大正4年）に創建した。安全祈願に訪れる航空、宇宙業界関係者が多い。
この神社は特定の条件にあう死者を神社にあわせて祀るという招魂社の一種で、靖国神社と同様の信仰基盤をもつ。
1936年（昭和11年）忠八の死により、一時廃絶するも1955年（昭和30年）に忠八の息子、二宮顕次郎によって再興される。
1989年（平成元年）に忠八の飛行原理発見百周年を記念して境内の拡張、改装を行う。拝殿は古代ギリシャの神殿を模し、鳥居は航空機に使われることの多いジュラルミンで作られたとされることが多いが、実際はさびや腐食に強いステンレスで作られている。また忠八や航空機に関する資料、奉納された航空機模型などを展示する飛行神社資料館も新設した。
境内にはこのほか、大阪湾から引き揚げられた零式艦上戦闘機のプロペラなどが展示されている。
1992年（平成3年）5月9日 二代目宮司二宮顕次郎が他界。同年8月、宗教法人となり、三代目宮司に二宮裕二が就任する。

## 祭神
- 中央：饒速日命
- 右：航空殉難者の霊・航空業功績者
- 左：薬祖神・金毘羅・白龍神

饒速日命は神話において天磐船にのって地上に降臨したとされることから、空の神・飛行機の神（天磐船：アメノイワフネ＝飛行機と解釈）として結び付けられ、飛行神社の祭神に選ばれた。大阪府交野市の磐船神社より勧請したものである。
右の社殿には航空業界に業績を残したものの霊と、世界中の全ての航空事故の犠牲者の霊を祀る。日本国内の航空事故犠牲者については表名（一人一人の名前を挙げて）合祀を行い、国外の犠牲者については無表名で（個人を特定しないで）合祀する。
左の社殿には、薬業の祖神とする武田長兵衛と金毘羅神と地主神である白龍神を祀っている。薬祖神は二宮忠八が製薬会社に勤めていたことによるもので、金毘羅は忠八が讃岐の金刀比羅宮（船の神、飛行機に通じる）を信仰していたことによる。白龍神は境内に出現した白蛇を地主神として祀ったものである。

## 境内社
- 常盤稲荷神社

## 祭礼
- 1月1日：歳旦祭
- 4月29日：例祭
  - 航空事故殉難者・遭難者・航空業界物故者を合祀する。飛行機からの参拝も実施される。
- 9月20日：空の日

## 交通
京阪電鉄の石清水八幡宮駅から徒歩4分

## 周辺情報
- 松花堂
- 八角堂
- 正法寺
- 石清水八幡宮

## その他
忠八が最初に飛行原理を着想したとされる香川県まんのう町追上の樅ノ木峠には、1991年に創設された「二宮飛行神社」がある。